# Transandinomys
Transandinomys är ett släkte i familjen hamsterartade gnagare med två arter som förekommer i Centralamerika och norra Sydamerika. Släktets medlemmar listades tidigare i släktet risråttor. Det vetenskapliga namnet syftar på utbredningen vid Anderna.
Arternas päls har på ovansidan en spräcklig brun eller rödbrun färg. Undersidan är täckt av ljusare till vitaktig päls. Huvudet kännetecknas av stora öron och långa morrhår. Vid bakfötternas tår finns hårtofsar som täcker klorna. Svansen är ofta lite längre än huvud och bål tillsammans. Den har hos Transandinomys talamancae en ljusare undersidan och den är hos Transandinomys bolivaris enhetlig färgad. Skillnader mot risråttor finns i avvikande detaljer av kraniet och tänderna samt i avvikande genetiska egenskaper. Arterna når en kroppslängd (huvud och bål) av 100 till 140 mm. Svansen ser naken ut men den är täckt av fina hår. Typiska är långa smala bakfötter. Honor har åtta spenar.
IUCN listar följande arter:
- Transandinomys bolivaris förekommer från östra Honduras till västra Ecuador.
- Transandinomys talamancae hittas från Costa Rica till Ecuador och Venezuela.

Dessa gnagare lever främst i fuktiga skogar i låglandet och i bergstrakter upp till 1500 meter över havet.
IUCN listar båda arter som livskraftig (LC).